# Leer en Verbonden
De Leer en Verbonden (Engels: Doctrine and Covenants) is een heilig boek (en na de Bijbel en het Boek van Mormon het belangrijkste boek) voor de Kerk van Jezus Christus van de Heiligen der Laatste Dagen (waarvan de leden ook bekendstaan als Mormonen). Het bevat leerstellige openbaringen aan Joseph Smith van de periode na 1830.

## Inhoud

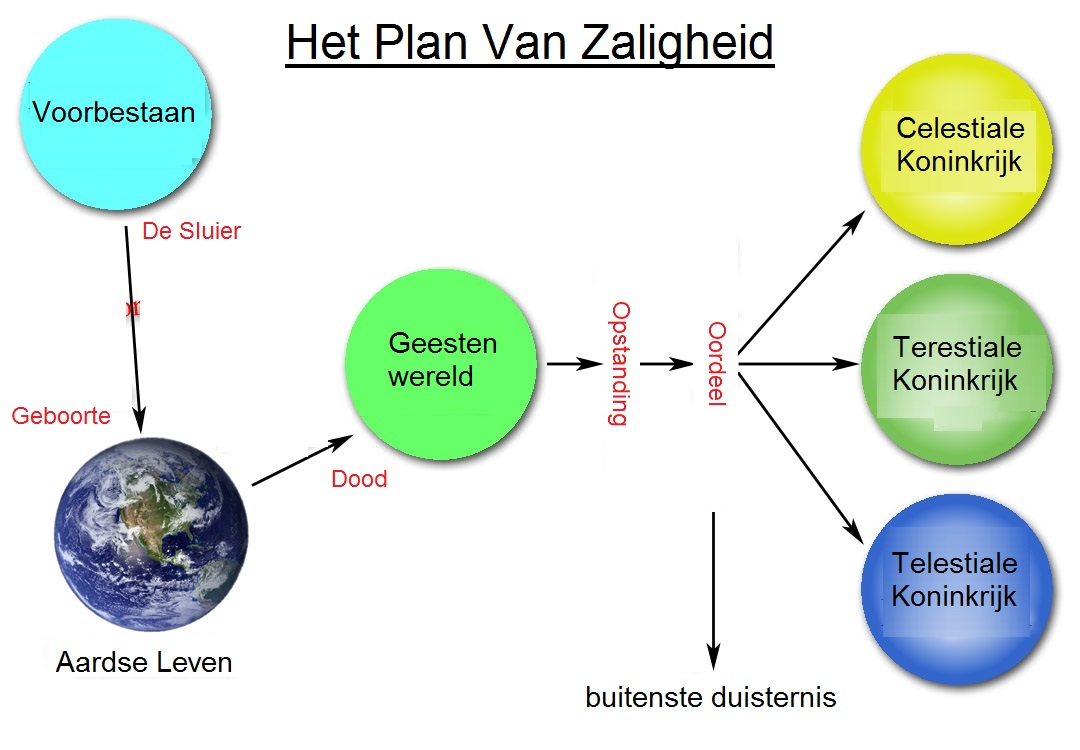
Graden van heerlijkheid.

Het boek bevat openbaringen aangaande het kerkelijk bestuur (de wijze waarop de kerk georganiseerd dient te zijn) en hoe haar leiders geroepen en aangesteld dienen te worden. Ook bevat het boek openbaringen aangaande "nieuwe geboden" zoals het onder kerkleden als zodanig bekendstaande Woord van Wijsheid, dat een gezonde levenswijze voorschrijft, een onthouding van verslavende middelen en een spaarzaamheid met vlees. Hierop is onder andere het Mormoons dieet gebaseerd.
Verder bevat "Leer en Verbonden" profetieën aangaande toekomstige gebeurtenissen. Sommige daarvan worden (deels) als vervuld beschouwd, zoals door de Amerikaanse Burgeroorlog, maar veel profetieën worden beschouwd als met een toekomstige vervulling. Een aantal daarvan staat in verband met de Wederkomst van Christus. De "Leer en Verbonden" vertelt welke gebeurtenissen daaraan vooraf zullen gaan, maar in geen enkele openbaring wordt een jaartal of iets dergelijks genoemd. Integendeel, in het boek schrijft Joseph Smith dat hem duidelijk werd gemaakt dat het niet Gods bedoeling is dat enig mens de dag of het uur van die wederkomst zou weten, inclusief hemzelf. De meeste kerkleden nemen daarom aan dat dit evenmin aan iemand na hem zal worden geopenbaard.